# Мемориал Тараса Шевченко
Мемориал Тараса Шевченко (англ. Taras Shevchenko Memorial; укр. Меморіал Тарасові Шевченку) — исторический монумент, находящийся в 2200-м квартале на П-стрит в районе Дюпонт-сёркл в Вашингтоне, округ Колумбия, США. Мемориал представляет собой бронзовую статую на постаменте, рядом с которым располагается памятная стела с рельефом. Монумент является одним из многих памятников в Вашингтоне, сооружённых в честь иностранных героев, ставших символами свободы в своих родных странах. Мемориал посвящён украинскому поэту и художнику Тарасу Шевченко, оказавшему большое влияние на современную украинскую литературу.
В комитет по возведению мемориала входили многие известные личности, в том числе бывший президент США Гарри Трумэн в качестве почётного председателя. Выразителем мнения общественности, возражавшей против установки памятника, стала редакция газеты The Washington Post. Торжественное открытие монумента состоялось в 1964 году и было приурочено к 150-летию со дня рождения Шевченко. Главным гостем на церемонии, собравшей выдающихся американских украинцев, членов Конгресса США и голливудских актёров, стал бывший президент США Дуайт Эйзенхауэр.
Скульптором является канадский украинец Лео Мол. После памятника Шевченко, вторым монументом, посвящённым истории Украины в столице США, стал мемориал памяти жертв голодомора 1932—1933 годов. Мемориал Тараса Шевченко и окружающий его парк находятся в ведении федерального правительства США.

## История

### Контекст и проектирование
В дополнение к многочисленным мемориалам и памятникам, воздающим дань известным американцам, в столице США — Вашингтоне — находятся статуи, посвящённые героям других стран. К примеру, только в районе Дюпонт-сёркл памятников удостоились Жильбер Лафайет (Франция), Тадеуш Костюшко (Польша), Симон Боливар (Венесуэла), Бенито Хуарес (Мексика), Роберт Эммет (Ирландия), Махатма Ганди (Индия) и Томаш Масарик (Чехословакия).

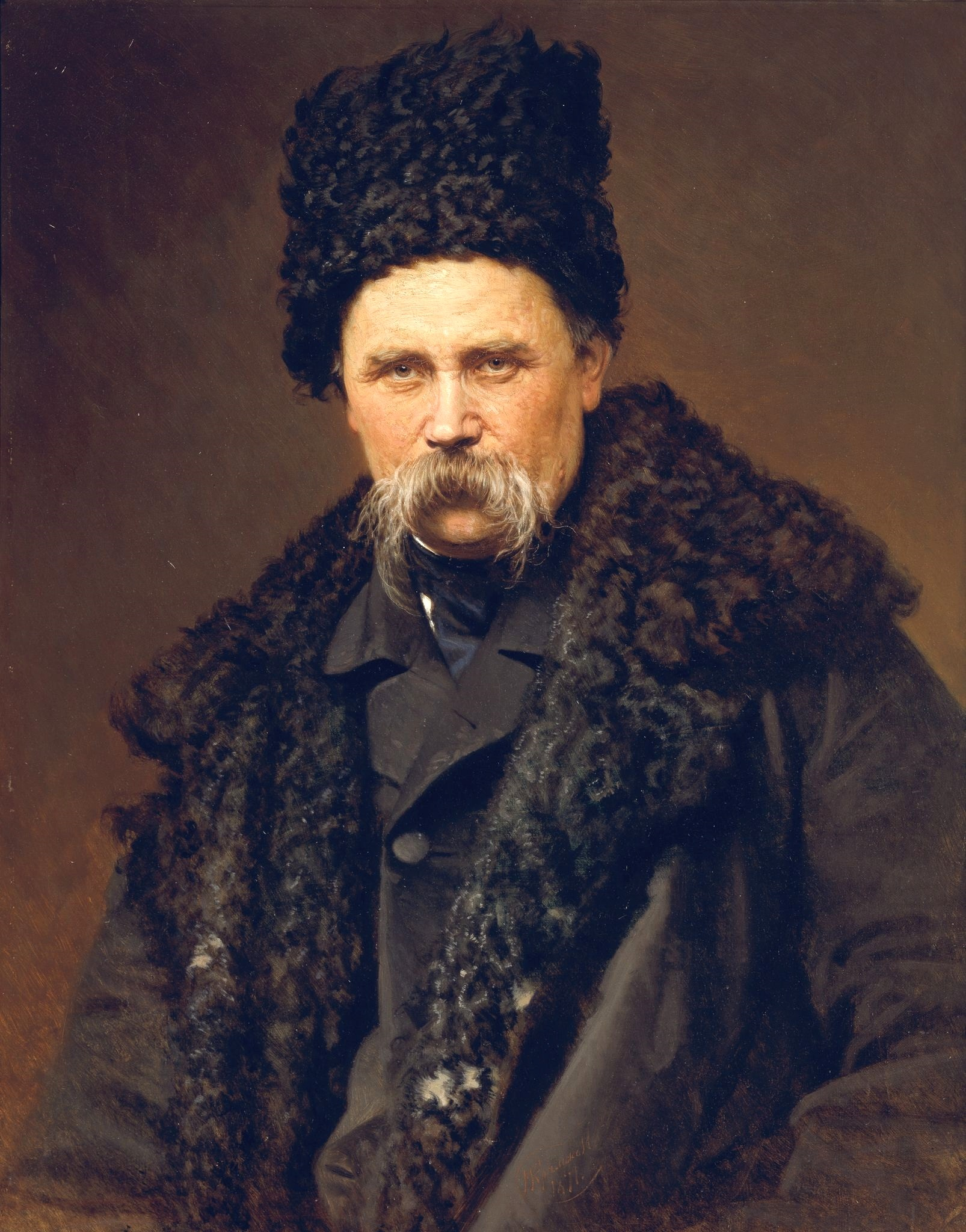
Тарас Шевченко. Портрет кисти Ивана Крамского, 1871 год

В данном контексте идея возведения в США памятника в честь Тараса Шевченко (1814—1861), бывшего крепостного, подвергавшегося гонениям в царской России за свои воспевавшие свободу произведения, написанные на украинском языке, быстро обрела популярность среди иммигрантов с Украины, начавших приезжать в США в начале 1860-х годов. Впервые она возникла у членов Американского общества Шевченко, основанного в 1898 году в Пенсильвании и провозгласившего Шевченко «величайшим сыном Украины-Руси». Хотя усилия данной организации не увенчались успехом, американцы украинского происхождения не оставили мечту о создании памятника. Поворотным моментом стала статья профессора Ивана Дубровского «За памятник Т. Г. Шевченко в Вашингтоне», опубликованная в 1956 году в газете «Свобода» и призывавшая к поддержке этой инициативы со стороны Научного общества Шевченко и Украинского конгрессового комитета Америки (УККА). После этого членам Конгресса поступило несколько тысяч писем от американских украинцев, а в число видных защитников и лоббистов возведения памятника в честь Шевченко вошёл украинско-американский экономист и антикоммунистический активист Лев Добрянски, возглавлявший УККА и являвшийся автором «Недели порабощённых народов». Активисты заручились поддержкой и влиятельных государственных кругов, в частности сенатора от Нью-Йорка Джейкоба Джейвица и члена Палаты представителей от Мичигана Элвина Бентли. В своих выступлениях Джейвиц говорил: «Тарас Шевченко был певцом свободы… Кажется уместным то, что статуя национального героя, воспевшего американские идеалы патриотизма и служения человеку, должна стоять в столице США»; тогда как Бентли заявлял: «Воздвигнув статую Тараса Шевченко в Вашингтоне, Соединённые Штаты в полной мере выразят свои чувства признания и благодарности в отношении Тараса Шевченко и всего, что он значит для храброго и благородного украинского народа».
Когда разрешающий возведение монумента законопроект уже был внесён в Палату представителей, в апреле 1960 года должностные лица Службы национальных парков и Департамента внутренних дел подали жалобу в Комитет Палаты по администрации по вопросу о количестве памятников, размещение которых допустимо в столице. После этого рассмотрение законопроекта было ненадолго отложено. Однако в июне того же года резолюция была единогласно одобрена членами Палаты представителей, а в августе — Сенатом. 13 сентября президент США Дуайт Эйзенхауэр подписал Публичный акт 86-749, разрешающий возведение памятника Шевченко. В акте говорилось, в частности:

Ввиду того, что во всей Восточной Европе, в прошлом веке и в этом, имя и произведения Тараса Шевченко блестяще отражают стремление человека к личной свободе и национальной независимости; и
что Шевченко, выдающегося поэта Украины, вдохновляла наша великая американская традиция борьбы против империалистической и колониальной оккупации своей родной земли; и
что во многих частях свободного мира в течение 1961 года будут проходить церемонии по поводу столетия Шевченко, посвящённые этому бессмертному защитнику свободы; и
что наш нравственный потенциал как свободного народа независимой страны обязывает нас осязаемо выразить созданную творениями Шевченко неразрывную духовную связь между нашей страной и сорокамиллионной украинской нацией: Следовательно, сейчас
резолюцией членов Сената и Палаты представителей Соединённых Штатов Америки в Конгрессе даётся разрешение на возведение любой ассоциацией или комиссией, организованной для этой цели в течение двух лет со дня вступления в силу настоящей совместной резолюции, на территории, принадлежащей Соединённым Штатам в округе Колумбия, статуи украинского поэта и национального лидера, Тараса Шевченко…
Оригинальный текст (англ.)Whereas throughout Eastern Europe, in the last century and this, the name and works of Taras Shevchenko brilliantly reflected the aspirations of man for personal liberty and national independence; and
Whereas Shevchenko, the poet laureate of Ukraine, was greatly inspired by our great American tradition to fight against the imperialist and colonial occupation of his native land; and
Whereas in many parts of the free world observances of the Shevchenko centennial will be held during 1961 in honor of this immortal champion of liberty; and
Whereas in our moral capacity as free men in an independent Nation it behooves us to symbolize tangibly the inseparable spiritual ties bound in the writings of Shevchenko between our country and the forty million Ukraine nation: Now, therefore, be it
Resolved by the Senate and House of Representatives of the United States of America in Congress assembled That any association or committee organized for such purpose within two years from the date of the enactment of this joint resolution is hereby authorized to place on land owned by the United States in the District of Columbia a statue of the Ukrainian poet and national leader, Taras Shevchenko...

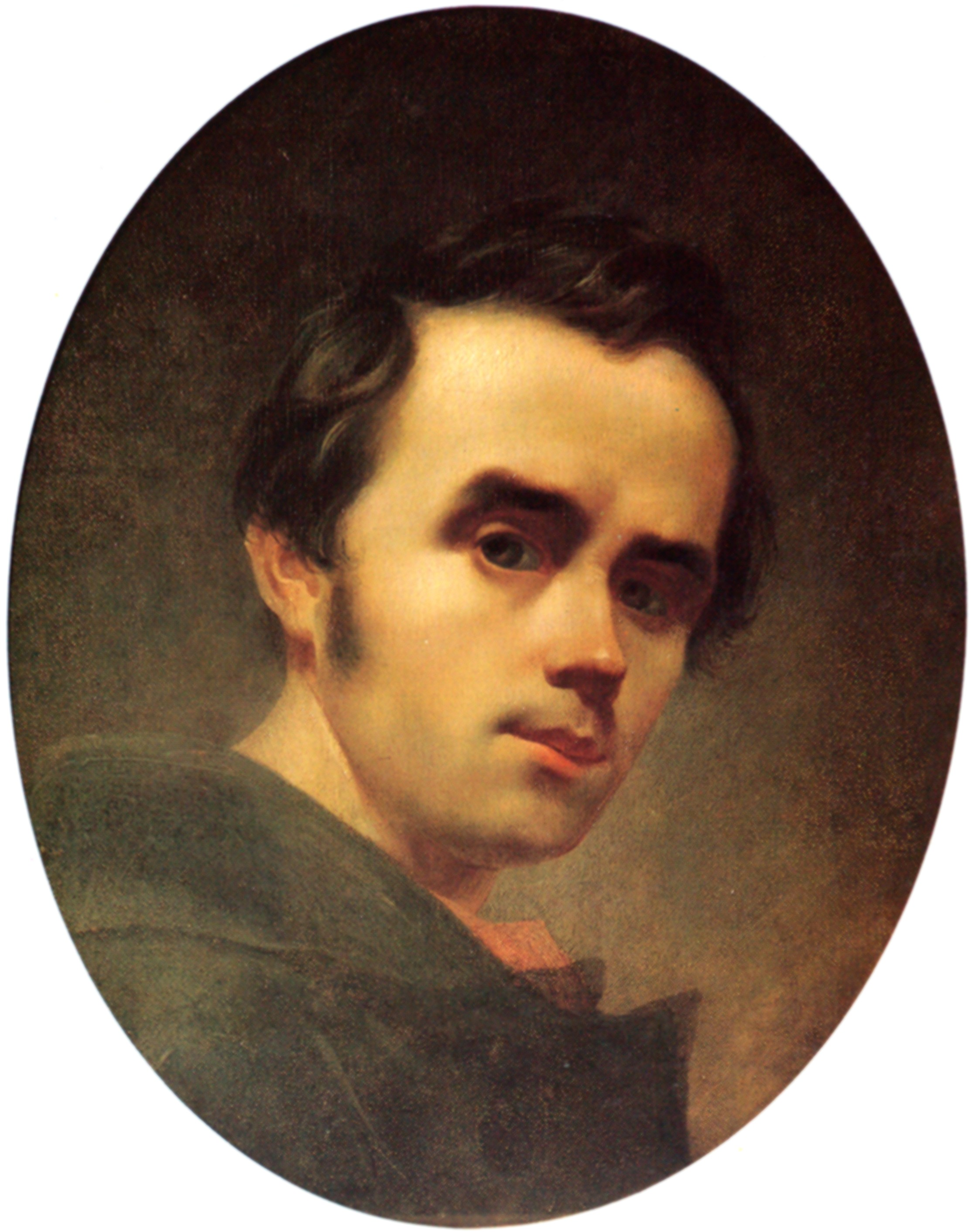
Молодой Тарас Шевченко. Автопортрет, 1840 год

В сентябре 1960 года президент УККА Лев Добрянски учредил организацию «Taras Shevchenko Memorial Committee of America, Inc.». В руководство комитета вошёл сам Добрянски, президент Генерального совета Научного общества Шевченко Роман Смаль-Стоцкий, президент Украинской свободной академии наук Джордж Шевелёв, а в качестве почётного председателя — бывший президент США Гарри Трумэн. В том же году было объявлено об открытии конкурса на проект памятника, одним из пунктов которого было «желание широких кругов общества о том, чтобы поэт был изображён в молодые годы». 14 июля 1962 года на конкурс были представлены семнадцать скульптур, и Комитет единогласно одобрил проект под названием «Прометей» — работу Лео Мола (Леонида Молодожанина), проживавшего в Виннипеге украинского иммигранта, родившегося в селе Полонное. Это событие стало прорывом в карьере скульптора, и впоследствии он создал несколько памятников Шевченко в других странах. Денежное вознаграждение было более чем скромным: Молу за первое место было выплачено 1500 долларов США, двум художникам, разделившим второе место — по 1000, а двум лауреатам третьей премии — по 750 долларов каждому. Общая стоимость памятника составила около 250 тысяч долларов, источником которых стали финансирование УККА и пожертвования, сделанные более чем 50 тысячами человек со всего мира, в основном американскими украинцами. Свой вклад внесли и украинцы, в том числе и военные ветераны, проживающие на территории СССР и тайно посылавшие советские рубли в качестве пожертвований на памятник. В апреле 1963 года дизайн и оформление мемориала были одобрены Комиссией Соединённых Штатов по изящным искусствам. Место для памятника было оформлено по проекту архитектора Радослава Жука и подрядчика M. Cain Company. Камень был предоставлен Jones Brothers Company, а рельеф был высечен Винсентом Иллуцци.

### Противодействие
Выбор Шевченко в качестве объекта для скульптурного изображения подвергся критике. Противники возведения памятника, в том числе редколлегия газеты The Washington Post, утверждали, что украинский поэт, «известный только нескольким американцам», является «идолом советской коммунистической партии», а также антисемитом и полонофобом. В редакционных статьях The Washington Post предлагаемый мемориал называли «памятником невежеству», «памятником разобщённости и взаимным обвинениям среди американцев», усилия инициаторов его установки — оскорбительными для американцев с русскими, немецкими, польско-католическими, еврейскими и даже собственно украинскими корнями, а сами они обвинялись в намерении использовать его как «тупое орудие информационной холодной войны против Советского Союза». При этом в число деятелей, осуждаемых The Washington Post, попал даже потомок иммигрантов-поляков, конгрессмен Джон Лесински. После первой резкой публикации редакцию The Washington Post наводнили письма от разгневанных читателей, в том числе от членов Конгресса — представителей Таддеуса Дулски от Нью-Йорка и Эда Дервински от Иллинойса. Дервински отмечал, что возведение мемориала такому человеку как Шевченко представляется более значимым для Америки по сравнению с уже стоящими в городе статуями, например в честь Данте, Эдмунда Бёрка и Хосе де Сан-Мартина. Одновременно Дулски представил специальную резолюцию с призывом выпустить почтовую марку с Шевченко в рамках серии «Защитник свободы», издание которой прекратилось ещё в 1961 году на Махатме Ганди.
Протесты против возведения монумента не стихли даже тогда, когда 21 сентября 1963 года церемонию закладки фундамента в центре Вашингтона посетило более двух тысяч человек. В ноябре того же года к остановке строительства призвал один из членов Национальной комиссии по планированию столицы, которая должна была утвердить проект памятника в соответствии с резолюцией Конгресса. В следующем месяце секретарь по внутренним делам Стюарт Юдалл заявил, что хочет пересмотреть планы по возведению мемориала. Попытки сорвать строительство в конечном счете не возымели успеха, когда планировщики столицы заявили, что им не хватает полномочий для того, чтобы остановить возведение статуи.
Первоначально чиновники из Советского Союза, в том числе служащие советского посольства и представители Украинской ССР в Организации Объединённых Наций, были против возведения мемориала и дважды требовали у Государственного департамента США через ООН отменить планы по его строительству. На юбилейном совместном заседании Союза писателей СССР и Союза писателей Украины в мае 1964 года бывший председатель Правления СП СССР Николай Тихонов обрушился на «заокеанских фальсификаторов», пытающихся превратить Шевченко в оружие холодной войны. В конце концов советское правительство согласилось с проектом и через своё посольство обратилось в Мемориальный комитет Шевченко с просьбой разрешить советским представителям принять участие в открытии мемориала. В то же время комитет постановил заложить в основание мемориала землю с могилы Шевченко. Казначей комитета Стасюк, приехавший в Канев без согласия своего руководства, изъял землю с разрешения советских властей, однако комитет большинством голосов постановил отказаться от каневской земли, полученной по их мнению при помощи КГБ. После этого вторая делегация тайно взяла горсть земли из Канева с условием, что в случае обретения Украиной независимости её вернут на могилу Шевченко. Предложение об участии советской делегации в открытии памятника было отклонено сразу, однако и при положительном решении визит не состоялся бы потому, что надпись на стеле была «тщательно сформулирована спонсорами статуи для того, чтобы смутить Советский Союз и воспрепятствовать советской делегации возложить венки к мемориалу». Примечательно, что за 17 дней до открытия мемориала, 10 июня 1964 года первый секретарь ЦК КПСС Никита Хрущёв, ставший в тот же год лауреатом Шевченковской премии, открыл памятник Шевченко в Москве. По мнению некоторых журналистов и арт-критиков, монумент в Москве был открыт в качестве вызова Эйзенхауэру и ответа Соединённым Штатам в духе «догнать и перегнать Америку».

### Открытие
Открытие памятника Шевченко было приурочено к 150-летию поэта. Статуя Шевченко, отлитая на производстве Bedi-Rassy Art Foundry, установлена на пьедестал 3 июня 1964 года, а её открытие состоялось несколько недель спустя — 27 июня. Однодневные празднества включили в себя два концерта в «Конститьюшн-холл ДАР», молодёжный фестиваль в Вашингтонском Колизее, банкет в честь присуждения премии «Shevchenko Freedom Awards», а также 35-тысячное шествие американцев украинского происхождения от парка «Эллипс». Демонстранты в народной одежде со значками в синих и жёлтых цветах, запасшиеся антикоммунистическими плакатами, с раннего утра прибывали в столицу США на автобусах и автомобилях, украшенных наклейками и флагами. Под руководством полковника Уильяма Рыбака участники парада за четыре часа прошли от Монумента Вашингтону мимо Белого дома к западу на Пенсильвания-авеню и на север по 23-й улице до места расположения памятника.

Эйзенхауэр открывает мемориал Тараса Шевченко, 27 июня 1964 года

На церемонии присутствовало около 100 тысяч человек, в том числе делегации из Аргентины, Австралии, Бельгии, Канады, Франции, Германии и Великобритании, а также представители правительства США и иностранные послы. Приехали президент Украинской Народной Республики в изгнании Степан Витвицкий, президент УККА Лев Добрянски, президент Украинского народного союза Джозеф Сойер, архиепископы Амвросий (Сенишин) и Мстислав (Скрипник), члены Палаты представителей США Эд Дервински (Иллинойс), Таддеус Дулски (Нью-Йорк), Майкл Фейган (Огайо) и Дэниел Флуд (Пенсильвания), актёры Джек Пэланс и Майк Мазурки, Мисс Мира Америка Мишель Метринко.
Церемонию открыл Добрянский, после чего был исполнен национальный гимн США. Затем архиепископ Амвросий прочитал молитву на английском и украинском языках, а Смаль-Стоцкий рассказал о значении памятника. Возможно, наиболее заметным из присутствующих был бывший президент США Эйзенхауэр, которому было доверено снять покров со статуи. В преддверии этого события толпа в течение нескольких минут скандировала «Мы любим Айка!». Эйзенхауэр снял покрывавшее статую полотнище после 12-минутной речи, в которой назвал Шевченко украинским героем и отметил:

Я надеюсь, что ваш великолепный марш из тени Монумента Вашингтону к подножию статуи Шевченко сможет начать новое всемирное движение в сердцах, умах, словах и действиях людей; нескончаемое движение, посвящённое независимости и свободе людей всех порабощенных народов всего мира.
Оригинальный текст (англ.)For my hope is that your magnificent march from the shadow of the Washington Monument to the foot of the statue of Shevchenko will here kindle a new world movement in the hearts, minds, words and actions of men; a never-ending movement dedicated to the independence and freedom of peoples of all captive nations of the entire world.

Эйзенхауэр также сказал, что статуя представляет «миллионы угнетенных» в Восточной Европе и «дарит им постоянное вдохновение вместе бороться против коммунистической тирании, пока в один прекрасный день над ней не будет достигнута окончательная победа, которая воистину состоится». После открытия памятника Украинское хоровое общество и Украинская капелла бандуристов исполнили стихотворение Шевченко «Завещание». Также выступили члены Палаты представителей, капеллан Сената Фредерик Харрис назвал монумент «новой Статуей Свободы», а архиепископ Украинской православной церкви Иоанн (Теодорович) дал благословение. Церемония завершилась групповым пением национального украинского гимна — «Ще не вмерла Україна». По словам одного из журналистов, именно этот день стал «зенитом украинско-американской истории».

### Последующая судьба
26 октября 1964 года президент США Линдон Джонсон выпустил заявление «по поводу церемонии открытия статуи украинского поэта Тараса Шевченко», в котором приветствовал тот факт, что «те, кто любит и восхищается Тарасом Шевченко, соберутся для того, чтобы запечатать и оставить в крипте под его статуей документы, которые в будущем определённо будут представлять интерес для американских граждан». Джонсон далее указал:

Закономерно, что здесь, в столице этой великой и свободной Республики, была возведена статуя Шевченко, чтобы служить напоминанием всем живущим и тем, кто придёт за нами, о его величии. Шевченко заслуживает оказанных ему почестей. Он был больше, чем украинец — он был государственным деятелем и гражданином мира. Он был больше, чем поэт, он был доблестным борцом за права и свободы людей. Он использовал стихи в решительной борьбе за свободу. Его поэзия была о людях и для людей. Она давала надежду тем, кто находился в отчаянии, и побуждала к действиям тех, кто иначе мог смириться с рабством.
Оригинальный текст (англ.)It is most appropriate that here in the Capital City of this great and free Republic a statue of Shevchenko should have been erected to serve as a reminder to all the living, and those who follow us, of his greatness. Shevchenko well deserves the honors paid him. He was more than a Ukrainian--he was a statesman and citizen of the world. He was more than a poet he was a valiant crusader for the rights and freedom of men. He used verse to carry on a determined fight for freedom. His poetry was of and for the people. It gave hope to those in despair and stirred to action those who might otherwise have been resigned to enslavement.

В мае 1965 года в основание мемориала была замурована урна из нержавеющей стали, в которой находилась почва с могилы Шевченко, памятная книга, кратко повествующая о истории памятника, список известных жертвователей фонда и другие документы.
В США с давних пор существовала традиция возведения иммигрантами статуй своим бывшим соотечественникам, однако мемориал Шевченко был не совсем обычным памятником. В то время как типичный монумент был адресован всем слоям населения независимо от их национальной принадлежности, американским украинцам мемориал Шевченко виделся как важный элемент в конструировании внешней политики США в контексте холодной войны, как символ собственной самоидентификации и идеологической борьбы за память о своём национальном герое с советской властью, мешавшей построению единого, независимого украинского государства. По этой причине, а также в соответствии с предложением президента Джонсона, площадь перед мемориалом, описываемым как «символ украинской независимости и сплочения украинского-американского сообщества», довольно скоро стала местом проведения протестных акций американцев украинского происхождения, не согласных с политикой Советского Союза, а впоследствии и до настоящего времени — местом сбора и празднования важных событий в жизни украинской общины в США. По выражению Кирка Сэвиджа, профессора факультета истории искусств и архитектуры Питтсбургского университета, специализирующегося на вопросах коллективной памяти и самосознания, мемориал Шевченко будто «шагнул вперёд в непредсказуемое будущее», соединяя мечты украинцев о будущем национальном государстве со вполне реальными повседневными целями американской сверхдержавы. 
В 2000 году споры вокруг памятника разгорелись с новой силой и снова со страниц The Washington Post прозвучали обвинения Шевченко в том, что он «был не только кумиром советских коммунистов, но к тому же антисемитом и полонофобом», и «статуя антисемитскому по общему мнению поэту» недостойна стоять в столице США равно как и памятники участникам гражданской войны Джону Роулинсу и Джону Логану, генералу времён революции Артемасу Уорду, основоположнику гомеопатии Самуэлю Ганеману. Довольно скоро в той же газете были опубликованы письма сразу нескольких читателей, отметивших большую важность этих личностей как для истории США, так и всего мира. В них отмечалось, что Шевченко до сих пор является символом растущего сознания украинского народа, имеющего право на свою собственную судьбу; Роулинс был соратником Улисса Гранта и некоторое время занимал пост военного министра; Логан спас город Роли от сожжения в годы гражданской войны, а позже заседал в Сенате и занимал пост главнокомандующего Великой Армии Республики; Уорд был первым главнокомандующим американской революции; а Ганеман сделал важные открытия в области исследования хинина. В заявлении Украинской национальной информационной службы и вовсе было отмечено, что в статье «продемонстрировано полное отсутствие знаний и понимания трудов Шевченко», и высказано пожелание «редакционному совету The Washington Post тщательно изучать материалы своих авторов перед публикацией таких обвинений, как содержащиеся в этой статье».
В 2004 году мемориал впервые посетил президент Украины — Виктор Ющенко, возложивший к памятнику венок. В 2014 году предстоятель Украинской греко-католической церкви Святослав (Шевчук) и патриарх Украинской православной церкви Киевского патриархата Филарет (Денисенко), побывавшие на молитвенном завтраке и встрече с президентом США Бараком Обамой в Белом доме, провели у памятника молебен за мир и справедливость на Украине. В том же году, накануне празднования 200-летия Шевченко, цветы к мемориалу возложил посол Украины в США Александр Моцик, а позже американские украинцы торжественной церемонией отметили 50-летие возведения монумента. В 2015 году, во время «шевченковского месяца», активисты окрутили мемориал цепями и, прочитав «завещание» Шевченко, разбили их символическими кувалдами. В 2017 году цветы к памятнику возложил министр иностранных дел Украины Павел Климкин.
Мимо мемориала Тараса Шевченко ежедневно проходят тысячи людей. Площадь перед памятником является местом сбора представителей местного гей-сообщества, которым тоже в своё время приходилось бороться за гражданские права в своей собственной стране.
Будучи занесённым в 1993 году в реестр «Save Outdoor Sculpture!», в настоящее время мемориал Тараса Шевченко находится в ведении Службы национальных парков, федерального агентства Департамента внутренних дел.

## Архитектура и композиция

Статуя Шевченко

Мемориал расположен в середине треугольного по форме парка, ограниченного П-стрит (юг) и 22-й улицей (восток, запад), через дорогу от Церкви пилигримов и в одном квартале от Рок-Крик-парк, рядом со станцией метро «Дюпонт-сёркл». Памятник состоит из бронзовой статуи на основании из вермонтского гранита и стоящей рядом стелы с рельефом из того же материала. Высота самой статуи составляет приблизительно 14 футов (4,3 м), постамента — примерно 7 футов (2,1 м); максимальная ширина композиции 4,7 футов (1,4 м), максимальная длина также 4,7 футов.
Статуя, обращённая на юг, изображает Шевченко в длинном, сшитом по фигуре сюртуке, развевающемся позади него на ветру. Шевченко представлен делающим шаг вперёд левой ногой, всё его тело динамически развёрнуто — торс движется в одном направлении, а бедра и ноги поворот в другом, под углом к торсу. Лихо рванувшись грудью вперёд, левой рукой Шевченко придерживает разлетающийся отворот костюма, а пальцами полураскрытой правой руки указывает вниз. Шевченко, представленный как человек среднего возраста с короткими волнистыми волосами и аккуратными усами, выглядит как величавый аристократ, а не как вчерашний крепостной. По оценкам критиков, Лео Мол и Радослав Жук создали наиболее интересный образ Шевченко, отойдя от стереотипа «крестьянского революционера-демократа» к «национальному интеллигенту-романтику» — молодому, энергичному, с открытым взглядом — которым он сам изображал себя в своих автопортретах в возрасте приблизительно 26 лет. Как отметил Кирк Сэвидж, в этом Шевченко виден энергичный человек действия, а не просто писатель или творческий гений, погружённый в свои мысли в умозрительной позе, выбранной для московского памятника.
На рельефе стелы изображён подвергшийся мучениям греческий бог Прометей. Памятник и стела располагаются на четырёхступенчатой платформе, окруженной каменной площадью, на которой находятся круглый гранитный фонтан, скамейки и газон, обрамлённые деревьями и кустарниками.

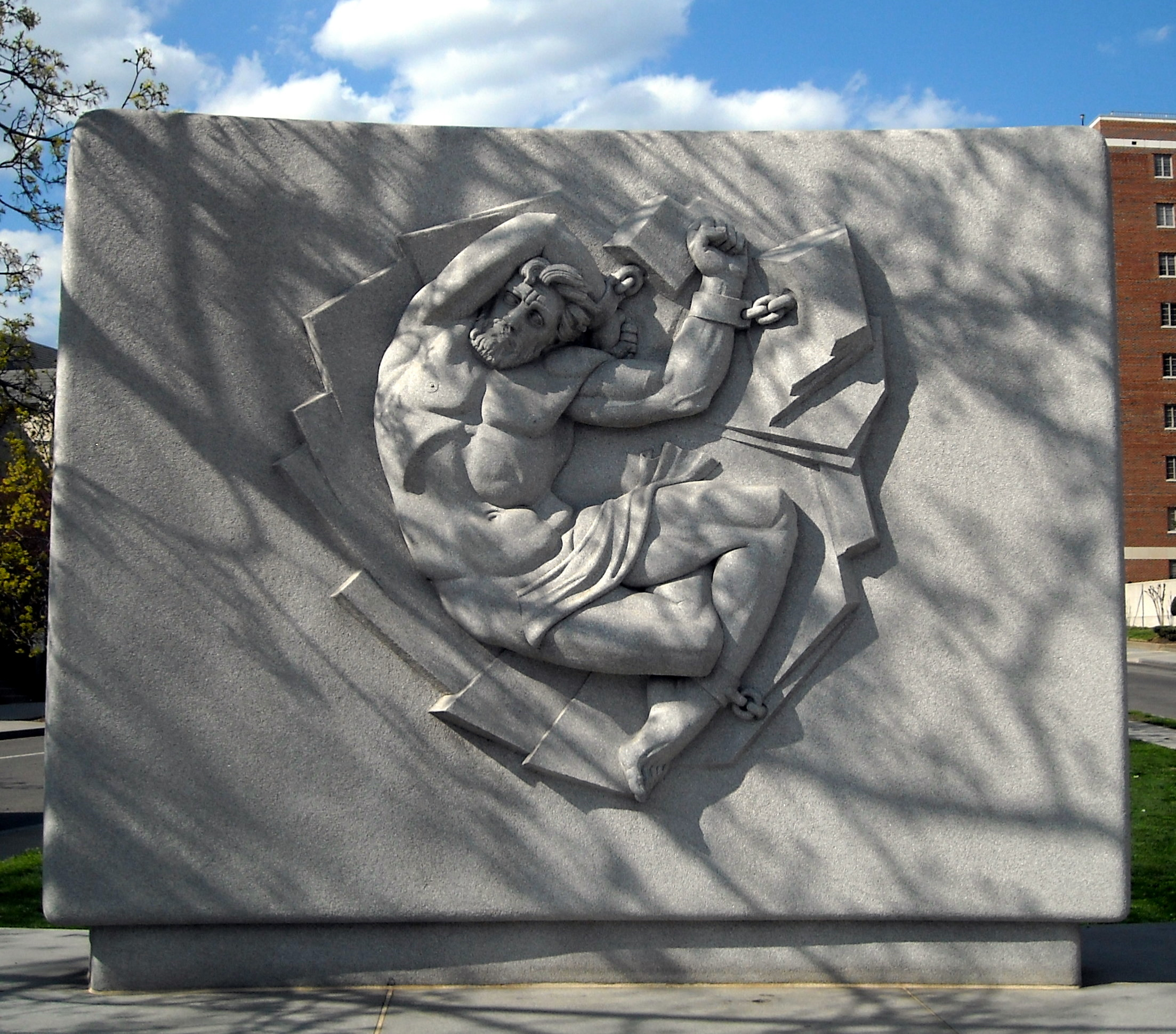
Стела с рельефом Прометея
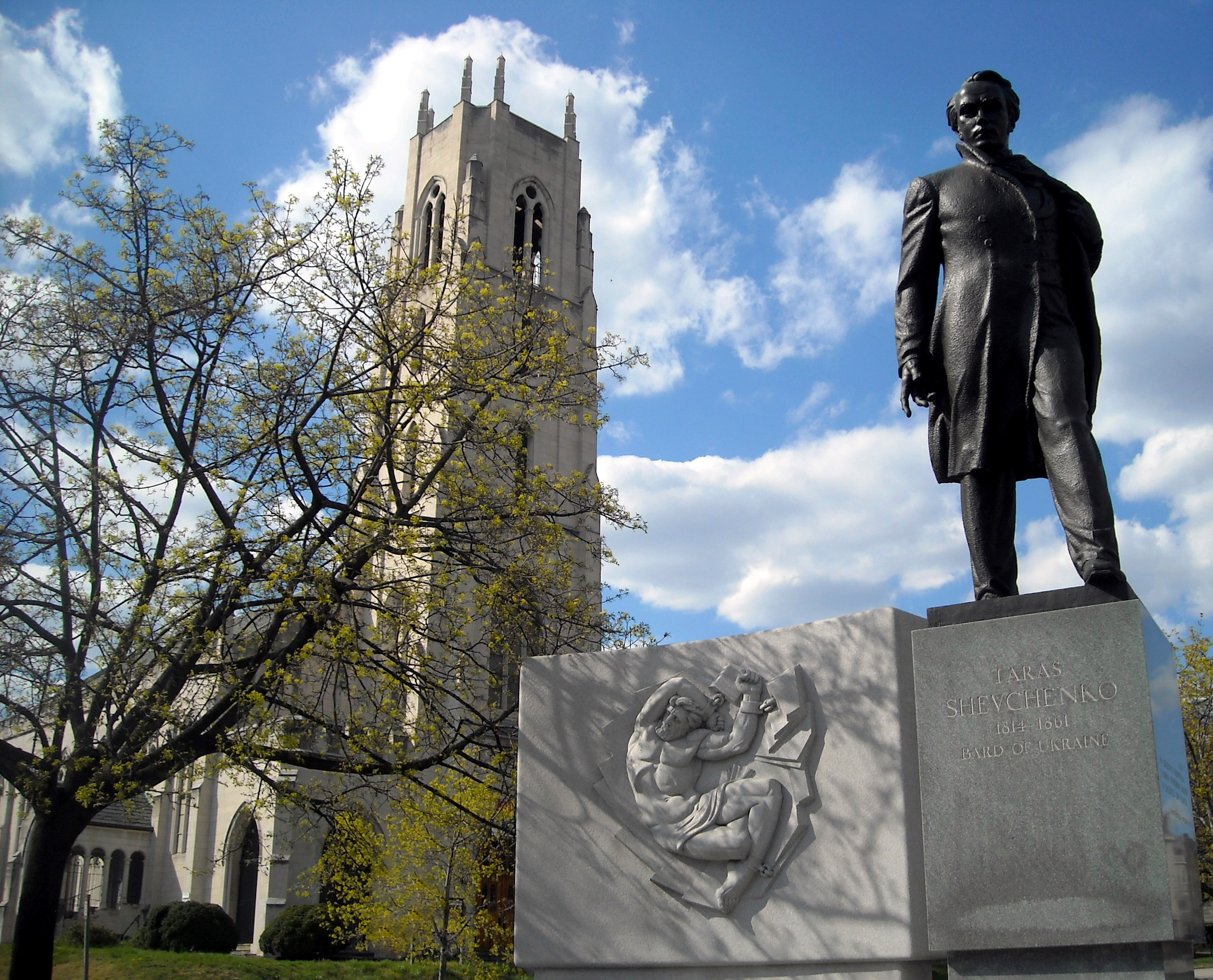
На фоне Церкви пилигримов
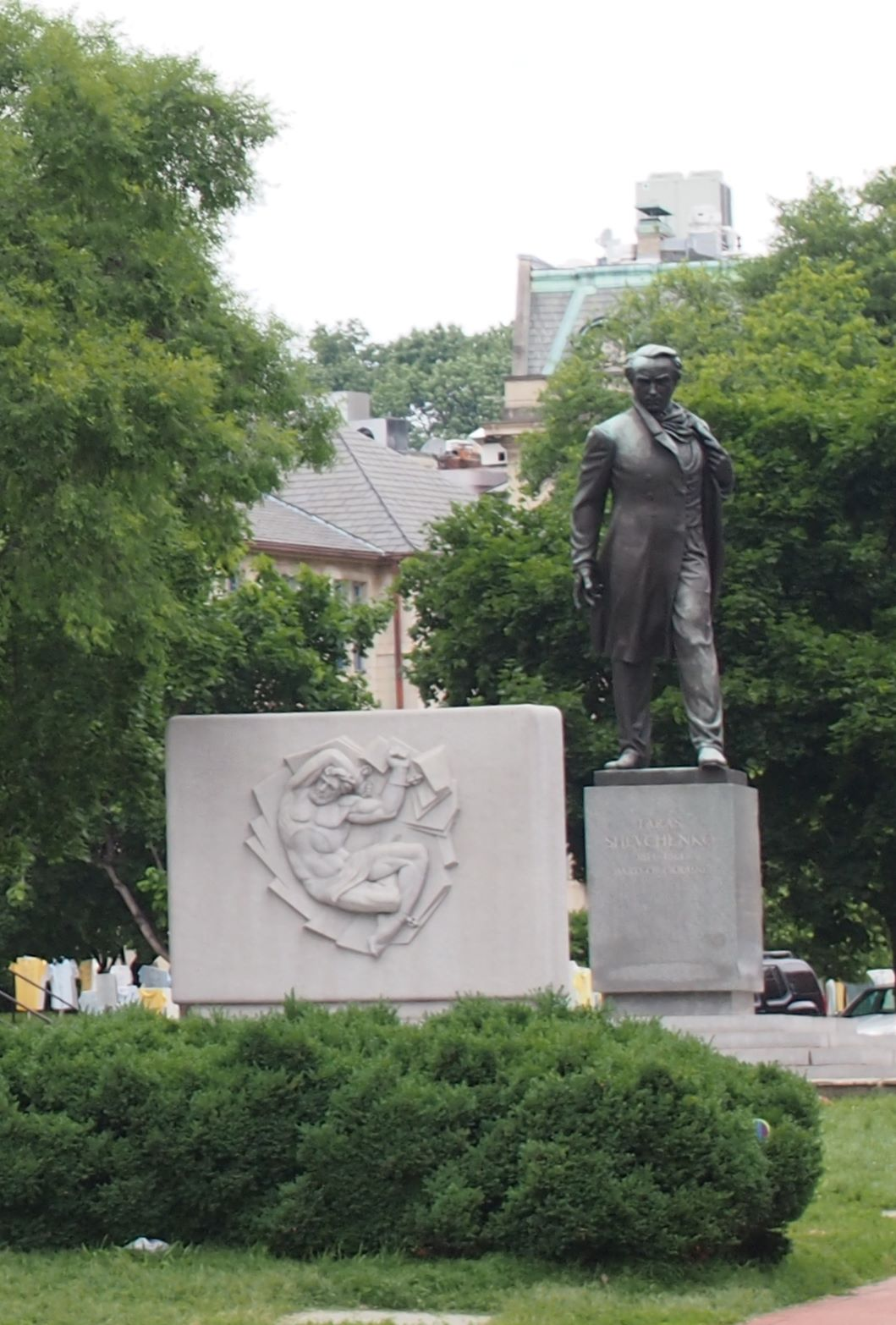
Общий вид

Надписи на памятнике:
- Статуя, низ, северная сторона — «BEDI-RASSY ART FDRY. N.Y.».

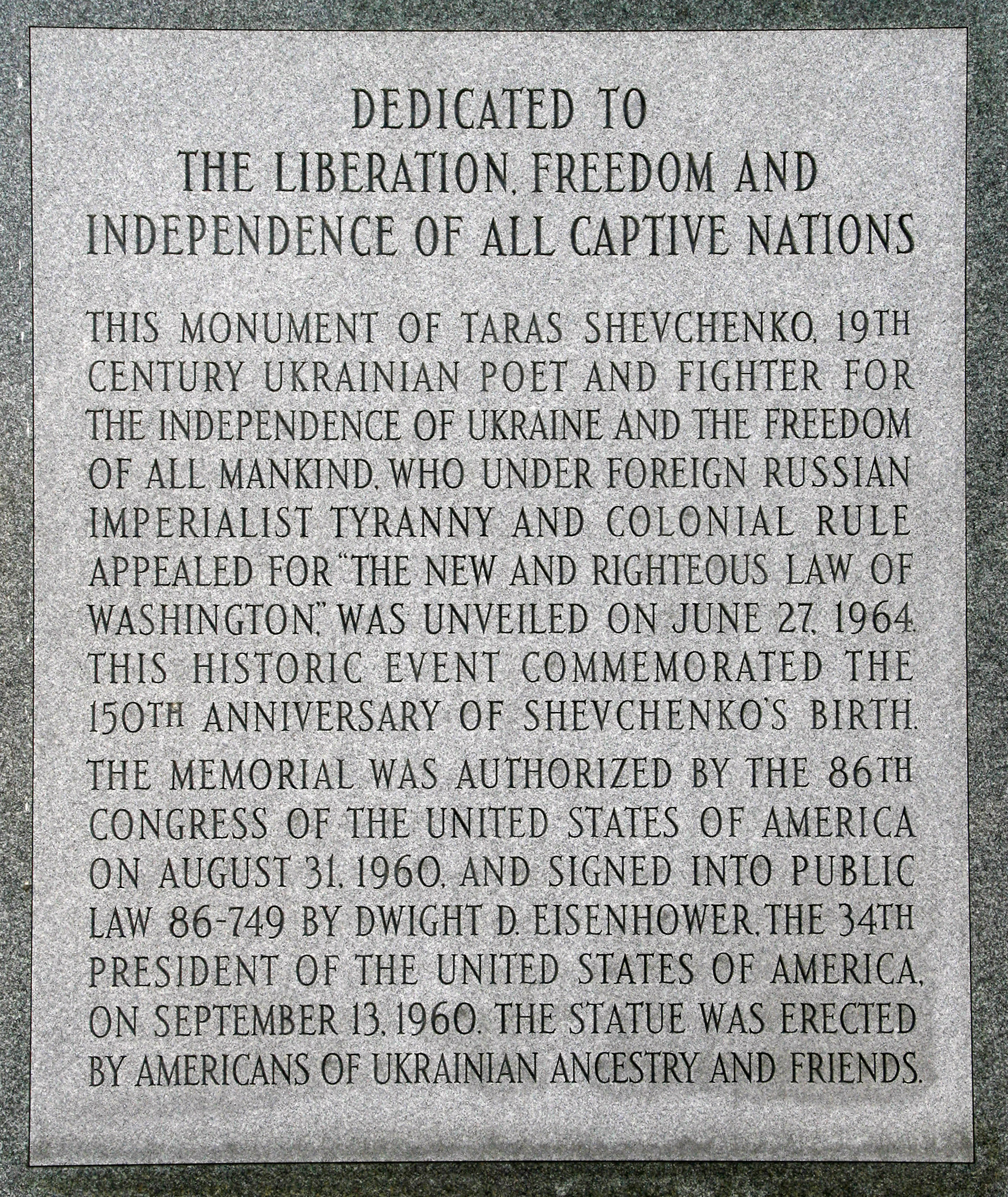
Надпись на обратной стороне постамента

- Постамент, южная сторона —

ТАРАС
ШЕВЧЕНКО
1814—1861
ПЕВЕЦ УКРАИНЫ
Оригинальный текст (англ.)TARAS
SHEVCHENKO
1814—1861
BARD OF UKRAINE

- Постамент, северная сторона —

ПОСВЯЩАЕТСЯ
ОСВОБОЖДЕНИЮ, СВОБОДЕ И
НЕЗАВИСИМОСТИ ВСЕХ ПОРАБОЩЁННЫХ НАРОДОВ
ЭТОТ МЕМОРИАЛ ТАРАСА ШЕВЧЕНКО,
УКРАИНСКОГО ПОЭТА 19-ГО ВЕКА И БОРЦА ЗА
НЕЗАВИСИМОСТЬ УКРАИНЫ И СВОБОДУ
ВСЕГО ЧЕЛОВЕЧЕСТВА, КОТОРЫЙ ПОД ИНОСТРАННОЙ РОССИЙСКОЙ
ИМПЕРИАЛИСТИЧЕСКОЙ ТИРАНИЕЙ И КОЛОНИАЛЬНЫМ ПРАВЛЕНИЕМ
ПРИЗВАЛ К «НОВОМУ И ПРАВЕДНОМУ ЗАКОНУ
ВАШИНГТОНА», БЫЛ ОТКРЫТ 27 ИЮНЯ 1964 ГОДА
ЭТО ИСТОРИЧЕСКОЕ СОБЫТИЕ БЫЛО ПРИУРОЧЕНО К
150-ЛЕТИЮ СО ДНЯ РОЖДЕНИЯ ТАРАСА ШЕВЧЕНКО.
МЕМОРИАЛ БЫЛ УТВЕРЖДЁН 86-М
КОНГРЕССОМ СОЕДИНЁННЫХ ШТАТОВ АМЕРИКИ
31 АВГУСТА 1960 ГОДА, ПУБЛИЧНЫЙ
ЗАКОН 86-749 БЫЛ ПОДПИСАН ДУАЙТОМ Д. ЭЙЗЕНХАУЭРОМ, 34-М
ПРЕЗИДЕНТОМ СОЕДИНЕННЫХ ШТАТОВ АМЕРИКИ,
13 СЕНТЯБРЯ 1960 ГОДА. СТАТУЯ БЫЛА ВОЗДВИГНУТА
АМЕРИКАНЦАМИ УКРАИНСКОГО ПРОИСХОЖДЕНИЯ И ДРУЗЬЯМИ.
Оригинальный текст (англ.)DEDICATED TO
THE LIBERATION, FREEDOM AND
INDEPENDENCE OF ALL CAPTIVE NATIONS
THIS MONUMENT OF TARAS SHEVCHENKO, 19TH
CENTURY UKRAINIAN POET AND FIGHTER FOR
INDEPENDENCE OF UKRAINE AND THE FREEDOM
OF ALL MANKIND, WHO UNDER FOREIGN RUSSIAN
IMPERIALIST TYRANNY AND COLONIAL RULE
APPEALED FOR "THE NEW AND RIGHTEOUS LAW OF
WASHINGTON," WAS UNVEILED ON JUNE 27, 1964.
THIS HISTORIC EVENT COMMEMORATED THE
150TH ANNIVERSARY OF SHEVCHENKO'S BIRTH.
THE MEMORIAL WAS AUTHORIZED BY THE 86TH
CONGRESS OF THE UNITED STATES OF AMERICA
ON AUGUST 31, 1960, AND SIGNED INTO PUBLIC
LAW 86-749 BY DWIGHT D. EISENHOWER, THE 34TH
PRESIDENT OF THE UNITED STATES OF AMERICA,
ON SEPTEMBER 13, 1960. THE STATUE WAS ERECTED
BY AMERICANS OF UKRAINIAN ANCESTRY AND FRIENDS.

- Постамент, низ, северная сторона — «LEO MOL — SCULPTOR/RADOSLAV ZUK — ARCHITECT».

Надпись на постаменте с западной стороны является строками из неоконченной поэмы Шевченко «Юродивый», написанной в декабре 1857 года в Нижнем Новгороде. В этом произведении Шевченко, описывая тяготы жизни при императоре Николае I и его губернаторах на Украине Д. Бибикове и Н. Долгорукове, упоминает о Джордже Вашингтоне — главнокомандующем армией, борце за независимость, первом президенте США и творце Конституции, впоследствии дополненной Биллем о правах:
| Надпись на памятнике                                                            | Стихотворение Шевченко                                                             | Художественный перевод                                                              |
| ------------------------------------------------------------------------------- | ---------------------------------------------------------------------------------- | ----------------------------------------------------------------------------------- |
| WHEN WILL UKRAINE HAVE ITS WASHINGTON WITH FAIR AND JUST LAWS? SOMEDAY WE WILL! | Коли Ми діждемося Вашингтона З новим і праведним законом? А діждемось-таки колись. | Когда И мы дождёмся Вашингтона И правды нового закона? Дождёмся, верю! Будем ждать! |

Это обращение может рассматриваться в качестве своеобразного доказательства возможности жить другой жизнью, в котором просматривается историческая реминисценция, обращённая к истокам новой истории человечества, и надежда на то, что Украина станет органичной частью мирового сообщества, общей духовно-культурной парадигмы. Некоторые исследователи полагают, что под «святым и праведным законом» Шевченко имел в виду Декларацию независимости или Конституцию США, обращая внимание на отличие этих правовых актов от имперских законов, к сохранению которых призывал Бибиков в одной из киевских речей. Современные критики отмечают, что Александр Пушкин, в зрелости склонившийся к монархизму, в отличие от Шевченко пренебрежительно отзывался о американской демократии как «бездушной», считая, что «с одним буквальным исполнением закона не далеко уйдешь… нужна высшая милость, умягчающая закон», и только один человек в государстве, имеющий право карать и миловать, должен быть не подвластным закону и стоять выше него.
В то же время на стеле с северной стороны высечены строки из другой поэмы Шевченко «Кавказ», в которой, по выражению Ю. Барабаша, «за метафорой „бойни“ стоит кровавая историческая конкретика кавказской войны», куда Украина, лишенная политической и духовной независимости, «в рабской покорности „отечеству-престолу“ скорее продаст своих сыновей „царю на бойню“, на пушечное мясо для империи»:
| Надпись на стеле | Стихотворение Шевченко | Художественный перевод |
| --- | --- | --- |
| …OUR SOUL SHALL NEVER PERISH, FREEDOM KNOWS NO DYING, AND THE GREEDY CANNOT HARVEST FIELDS WHERE SEAS ARE LYING. CANNOT BIND THE LIVING SPIRIT NOR THE LIVING WORD CANNOT SMIRCH THE SACRED GLORY OF TH’ALMIGHTY LORD. | Не вмирає душа наша, Не вмирає воля. І неситий не виоре На дні моря поле. Не скує душі живої І слова живого. Не понесе слави Бога, Великого Бога. | И душа не гибнет наша, Не слабеет воля, Ненасытный не распашет На дне моря поля. Не скуёт души бессмертной, Не осилит слова, Не охает славы Бога, Вечного живого. |

В этой поэме Шевченко изобразил Кавказ родным для себя пространством, внеся в начальные строки эмблематический образ Прометея, возвышающегося над горами, отождествляя таким образом страдания своего украинского народа со страданиями народов, чьё достоинство воплощает борьба за свободу. По мнению А. Лосева, Шевченко понимает Прометея как политический символ непобедимой мощи завоеванных и угнетенных народов, противопоставляя, как заметили другие критики, милосердие милитаристскому пафосу насилия империи. В данной поэме можно также заметить проведённую поэтом аналогию между русскими крепостными и чернокожими рабами, в которой впоследствии Шевченко убедится под влиянием рассказов о расовой сегрегации в США во время дружбы с афроамериканским актёром Айрой Олдриджем, что ещё больше подчеркивает необходимость исполнения «правды нового закона» Вашингтона. Учитывая символику образа Прометея в «Кавказе», в Советском Союзе он никогда не мог бы быть изображён на памятниках Шевченко. Советское литературоведение могло контролировать этот образ, рассматривая его в исключительно историческом аспекте, но в скульптурном воплощении фигура прикованного к скале человека оставалась вызывающей и не поддавалась интерпретации в одном-единственном историческом контексте. Поэтому, как отмечает Кирк Сэвидж, такой недвусмысленный символ рабства, размещённый в месте общественного доступа, вызывал у зрителя вполне определённые ассоциации между древним мифом о пленнике Кавказских гор и современным ему угнетением народов в Советском Союзе.

## Комментарии
1. 1 2  К. Чуковский в своей книге «Высокое искусство» отмечал, что переводами А. Суркова (поэма «Юродивый») и П. Антокольского (поэма «Кавказ») «определяется достаточно ясно политический смысл современной интерпретации Шевченко»[65].